# Vishwananda
Vishwananda (Beau Bassin-Rose Hill, 13 giugno 1978) è un religioso mauriziano.
Nato Mahadeosingh 'Visham' Komalram e conosciuto dai suoi seguaci come Paramahamsa Sri Swami Vishwananda (Paramahāṁsa Śrī Svāmī Viśvānanda), è un leader religioso neo-induista di Mauritius. È il fondatore di Bhakti Marga, un'organizzazione neo-induista che ha āśrama e templi in molti Paesi. Vive in Germania nel piccolo villaggio di Springen (Heidenrod), nel Taunus, dove si trova il suo āśrama principale, e insegna l'Atma Kriya Yoga, la propria versione del Kriyā Yoga.
Alla fine del 2022 Bhakti Marga aveva circa 10.000 seguaci e tra i 30 e i 50 āśrama in tutto il mondo. Alla fine del 2023 Vishwananda contava all’incirca 50 000 seguaci, tra cui  450 Brahmācarya iniziati, uomini e donne, nonché 50 Svāmin e Ṛṣi, uomini e donne, che hanno fatto voto di rinunciare alla materialità, di seguire il principio della non violenza e di concentrarsi completamente sul divino. L'ordine affonda le proprie radici nella tradizione culturale dell'India e si considera parte del Sanātana Dharma, una «religione eterna».
Nel novembre del 2023 la CNN ha definito Vishwananda uno dei guru spirituali più conosciuti al mondo.

## Biografia
Vishwananda è nato il 13 giugno 1978 da una famiglia bramino induista (originaria del Bihar) nella città di Beau Bassin-Rose Hill, a Mauritius. I famigliari riferiscono che Vishwananda nutriva una particolare inclinazione spirituale già durante l'infanzia e la giovinezza. Invece di giocare, preferiva pregare e visitare luoghi sacri. Si ritiene che all'età di cinque anni, mentre si trovava in ospedale, abbia avuto un'apparizione di Mahāvatāra Bābājī, che riconobbe come il suo guru personale.
A vent'anni circa, Vishwananda ha conosciuto dei turisti europei per cui, a partire dal 1998, è stato invitato in Svizzera e in Inghilterra, e successivamente in Germania, Polonia, Sudafrica, Portogallo e in altri Paesi in cui Bhakti Marga ha ora dei centri più piccoli. In occasione dei darshan, sempre più seguaci hanno iniziato a raccogliersi intorno a Vishwananda, attratti dal suo carisma. Durante questi eventi si cantano bhajana, il guru tiene conferenze, tocca i suoi seguaci in corrispondenza del terzo occhio come forma di śaktipāta, e distribuisce vibhūti.
Nel 2004 Vishwananda ha acquistato una proprietà nel piccolo villaggio di Steffenshof, a Hunsrück, nella Renania-Palatinato, e l'ha ampliata, trasformandola in un āśrama. Qui, nel luglio 2005, ha fondato l'organizzazione Bhakti Marga.

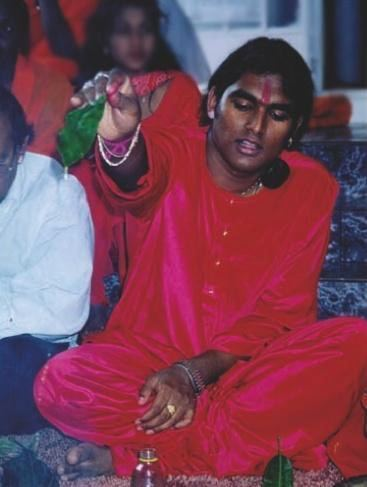
Il giovane Vishwananda, impegnato nelle preghiere

Nel 2006 Vishwananda ha fondato il primo gruppo di monaci e monache induiste, chiamati brahmachari e brahmacharini, e nel 2008 ha iniziato i primi leader religiosi del movimento, gli svāmī e le svāmīni.

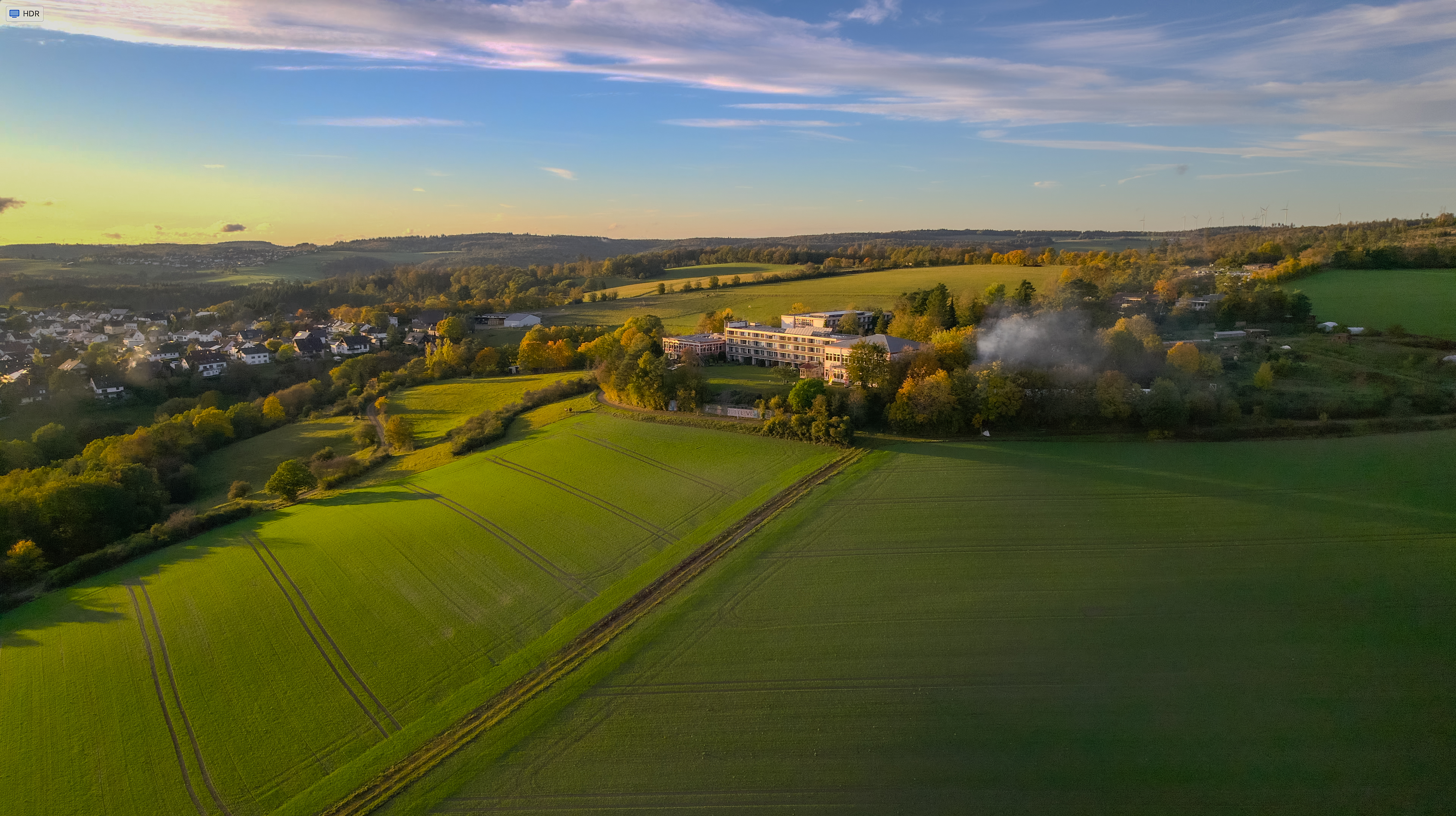
Shree Peetha Nilaya - L'Ashram, Bhakti Marga, Germania

Nel 2013, durante il festival induista Kumbha Melā, ha fatto personalmente da mediatore tra Vaiṣṇava e Śaiva.
Nel 2014, a Riga, in Lettonia, ha aperto un nuovo āśrama - diretto da Svāmī Sharada - in onore del dio Rāma, e ne ha chiamato il tempio «Satchitananda Vigraha Ramachandra».
Nel settembre 2015 gli è stato conferito il titolo di Mahamandaleshwara dal Nirmohi Akhada, ed è diventato il primo guru fuori dall'India a essere insignito di tale onorificenza.
Nel 2015 ha fondato il Just Love Festival, un festival internazionale con musica induista e cibo vegano, dedicato a «promuovere l'amore e la positività nella società».
L'11 luglio 2015 gli sono stati conferiti un «palo della pace» e un certificato per i suoi straordinari risultati a favore della pace nel mondo negli ultimi 20 anni. Secondo quanto riportato, Svāmī Vishwananda «aiuta la gente a collegare elementi della spiritualità orientale con elementi della tradizione spirituale occidentale, consentendo alle persone di accedere a un'esperienza molto personale con il divino, indipendentemente dalla cultura, dal sesso o dall'età».
Il 2 luglio 2016 Vishwananda ha ricevuto il Bharat Gaurav Award, un riconoscimento che «premia i cittadini indiani con personalità esemplari e che hanno raggiunto risultati straordinari; coloro che incoraggiano e ispirano continuamente gli altri a diventare gli idoli del domani».
Nel dicembre 2016, vivendo di persona la rapida crescita della sua missione, si è recato in India con un gruppo di svāmī e svāmīni per inaugurare il suo nuovo āśrama «Śrī Giridhara Dhāma», a Vrindavan. L'āśrama è dedicato alla dea Yamunā Ragià e al dio Kṛṣṇa Giradhārī (कृष्ण गिरधारी).
Il 24 luglio 2021 ha fondato l'Hari Bhakta Sampradāya. L'ordine affonda le proprie radici nella tradizione culturale dell'India e si considera parte del Sanātana Dharma, una «religione eterna».
Ad agosto 2021 Vishwananda ha aperto in Germania un altro āśrama, «Sri Vitthal Dham», situato all'interno della struttura di un hotel vicino a un lago, nella frazione di Reimboldshausen, a Kirchheim.
Nel 2022 Vishwananda è stato insignito del premio «Guru rivoluzionario del 2022» dalla rivista Startup India, insieme ad altre personalità di spicco.

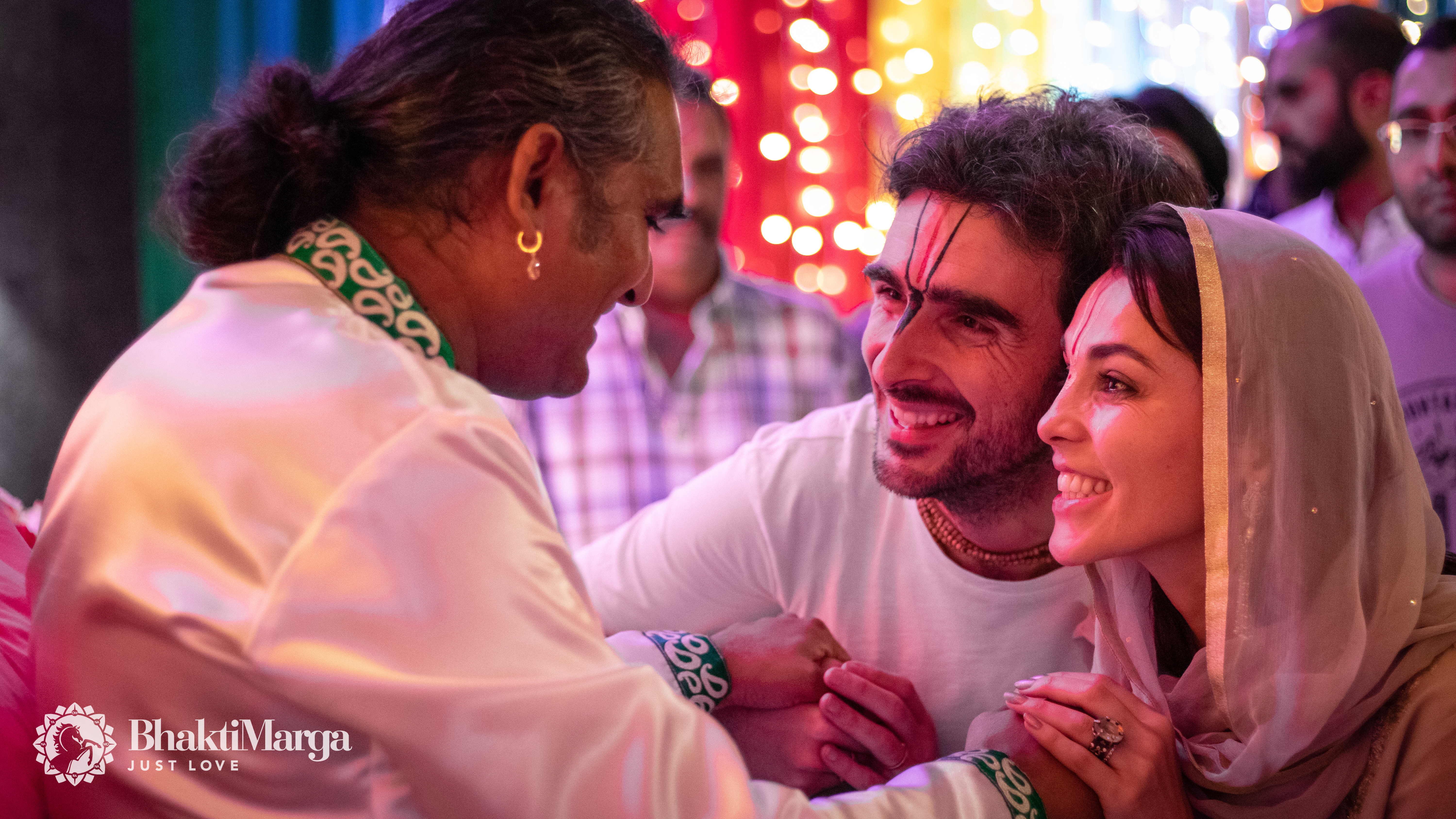
Tour in Sudafrica 2019 - Paramahamsa Vishwananda

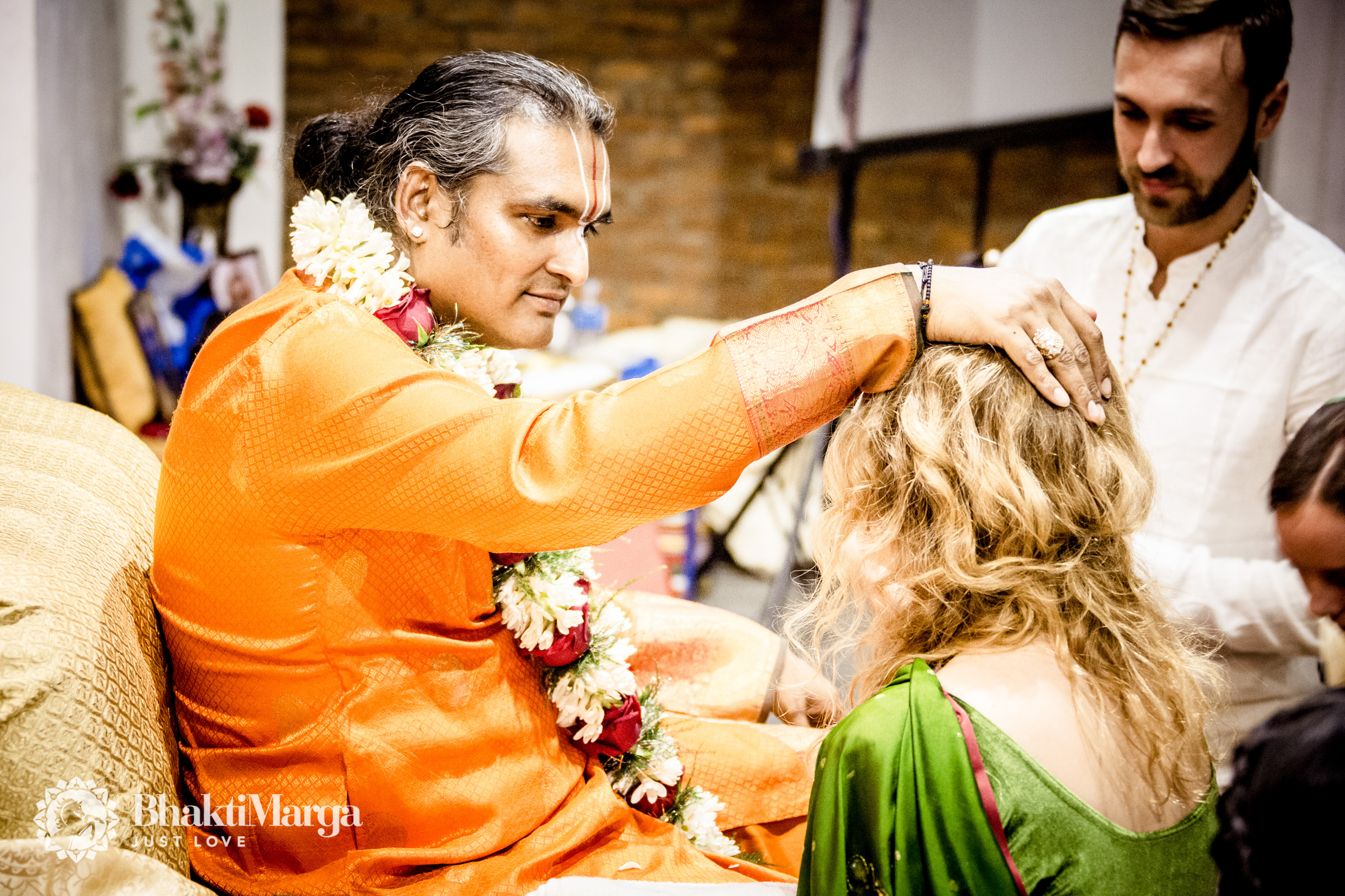
Pellegrinaggio delle nove dee 2018 - Paramahamsa Vishwananda

Nel 2023 diversi giornali parlano dei viaggi di Vishwananda in tutto il mondo, durante i quali effonde darśana (benedizioni) a migliaia di persone. I giornali spagnoli e sloveni, per esempio, scrivono di darśana con oltre 2000 persone. Heike Kiefer, un’agente di viaggio svizzera che organizza gli eventi di Vishwananda dal 2002, racconta che Vishwananda ha dato 331 darshan in 46 Paesi e 220 città, donando benedizioni a più di 133 000 persone.

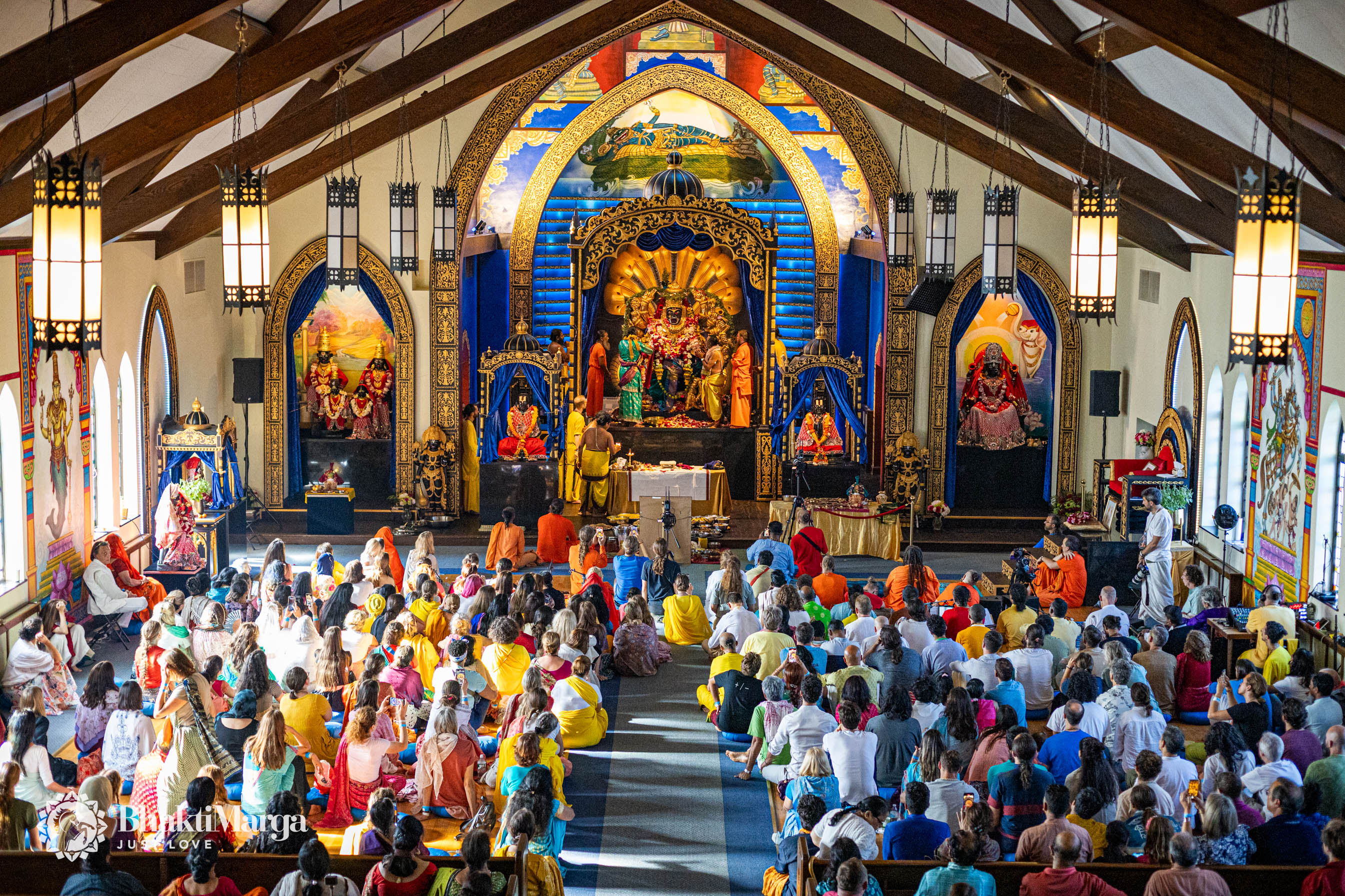
Inaugurazione del Tempio Paranitya Narasimha, Elmira New York 2023

Il 3 settembre 2023, a Elmira, nello Stato di New York, Vishwananda ha inaugurato il tempio e l'āśrama «Paranitya Narasimha».

## Testimonianze
Rui Patrício, il celebre portiere portoghese, attribuisce alla pratica dell’Atma Kriyā Yoga, insegnata dal maestro spirituale Paramahamsa Vishwananda, una svolta straordinaria nella propria carriera. Prima della vittoria del Portogallo al campionato europeo di calcio UEFA EURO 2016, Patrício ha affrontato intense sfide personali e professionali. Si è rivolto all'ashram di Vishwananda, in Germania, dove è stato introdotto all'Atma Kriya Yoga. Con una pratica regolare, Patrício ha vissuto in prima persona cambiamenti rapidi e profondi nella concentrazione, nella resilienza e nella chiarezza mentale, che gli hanno permesso di svolgere un ruolo fondamentale nella vittoria del Portogallo. La sua storia è spesso descritta come un ‘miracolo’ del potere trasformativo della pratica spirituale, e dimostra come la dedizione al benessere interiore possa avere un impatto positivo sulle prestazioni in campo.

## Filosofia
Gli insegnamenti di Vishwananda si basano sull'idea che Dio è unico e personale: può essere chiamato con nomi diversi e indicato con le diverse forme che assume in momenti differenti, a seconda della ‘relazione religiosa unica che si costruisce con Lui’. Questi insegnamenti spingono le persone a trascendere le linee di confine arbitrarie e le divisioni associate alle tradizioni religiose e culturali, nonché a cercare la comunione con il divino, e affermano, inoltre, che la forma più elevata di Dio è l’Amore, e che il nome di tale forma è Narayana. Nell’ambito dei suoi insegnamenti, Vishwananda tiene discorsi spirituali conosciuti come satsang.
Per Vishwananda la religione induista è aperta e abbraccia tutti i percorsi che ci sono nel mondo. Si fonda sullo yoga, termine che significa ‘unione dell'anima con il divino’. Accoglie tutte le modalità per realizzare questa unione. Non proclama di possedere un'unica verità, ma parla dell'esistenza di una verità e di molti maestri, ognuno dei quali la rivela in modo diverso.

### La tradizione e l’ordine spirituale
Il 24 luglio 2021, durante la settima edizione del Just Love Festival, Vishwananda ha annunciato la fondazione del proprio sampradaya, chiamato Hari Bhakta Sampradaya. Sebbene Paramahamsa Vishwananda, fin dalla sua diksha (iniziazione) allo Sri Sampradaya, abbia in generale diffuso gli insegnamenti e le pratiche di Rāmānuja, molti altri approcci e attività sono stati introdotti da altre fonti, compreso lo stesso Vishwananda. A tal proposito la comunità Bhakti Marga ha sottolineato: “Molto di ciò che i devoti hanno appreso e praticato rimane invariato. Tuttavia, avere un nostro sampradaya significa essere indipendenti da qualsiasi altro movimento o tradizione. Le nostre credenze filosofiche, i nostri rituali, le nostre regole e la nostra sādhanā spirituale sono promossi e approvati da Guruji, e quindi sono in linea con lui e i suoi insegnamenti in modo unico”.
Vishwananda, in qualità di acharya fondatore dell'Hari Bhakta Sampradaya, inizia monaci (brahmachari) e monache (brahmacharini), rishi e rishika, swami e swamini. Ogni livello di iniziazione richiede uno stile di vita e/o un ruolo specifico. Ai rishi e agli swami viene richiesto di diffondere gli insegnamenti di Krishna e di Paramahamsa Vishwananda; gli swami sono anche i suoi rappresentanti e, in tale veste, recano le sue benedizioni in altri Paesi. La prima iniziazione a brahmachari ha avuto luogo nel 2005 e la prima iniziazione a swami è avvenuta nel 2008. Oggi il movimento conta 32 swami e swamini, 16 rishi e rishika e 350 brahmachari e brahmacharini.

## Bhakti Marga
Paramahamsa Vishwananda è il fondatore dell'organizzazione vaishnava Bhakti Marga, costituita nel 2005. La traduzione del termine bhaktī è «amore e devozione», mentre mārga significa «sentiero». Il movimento segue gli insegnamenti di Paramahaṃsa Vishwananda, che sono legati alla pratica del bhaktī-yoga (sentiero della devozione) e incentrati sullo sviluppo della «devozione amorevole a Dio», nonché sugli insegnamenti tratti da Scritture quali la Srimad Bhagavad Gita, lo Śrīmad Bhāgavatam, lo Shandilya-bhakti-sutra e il Nāradā Bhakti Sūtra. Anche pratiche tantriche, come la meditazione sullo Śrī Yantra e la pūjā, sono diffuse nella comunità che, inoltre, trae ispirazione dalle vite e dalle opere dei santi e dai discorsi spirituali (satsang) di Vishwananda, oltre che dai suoi libri.

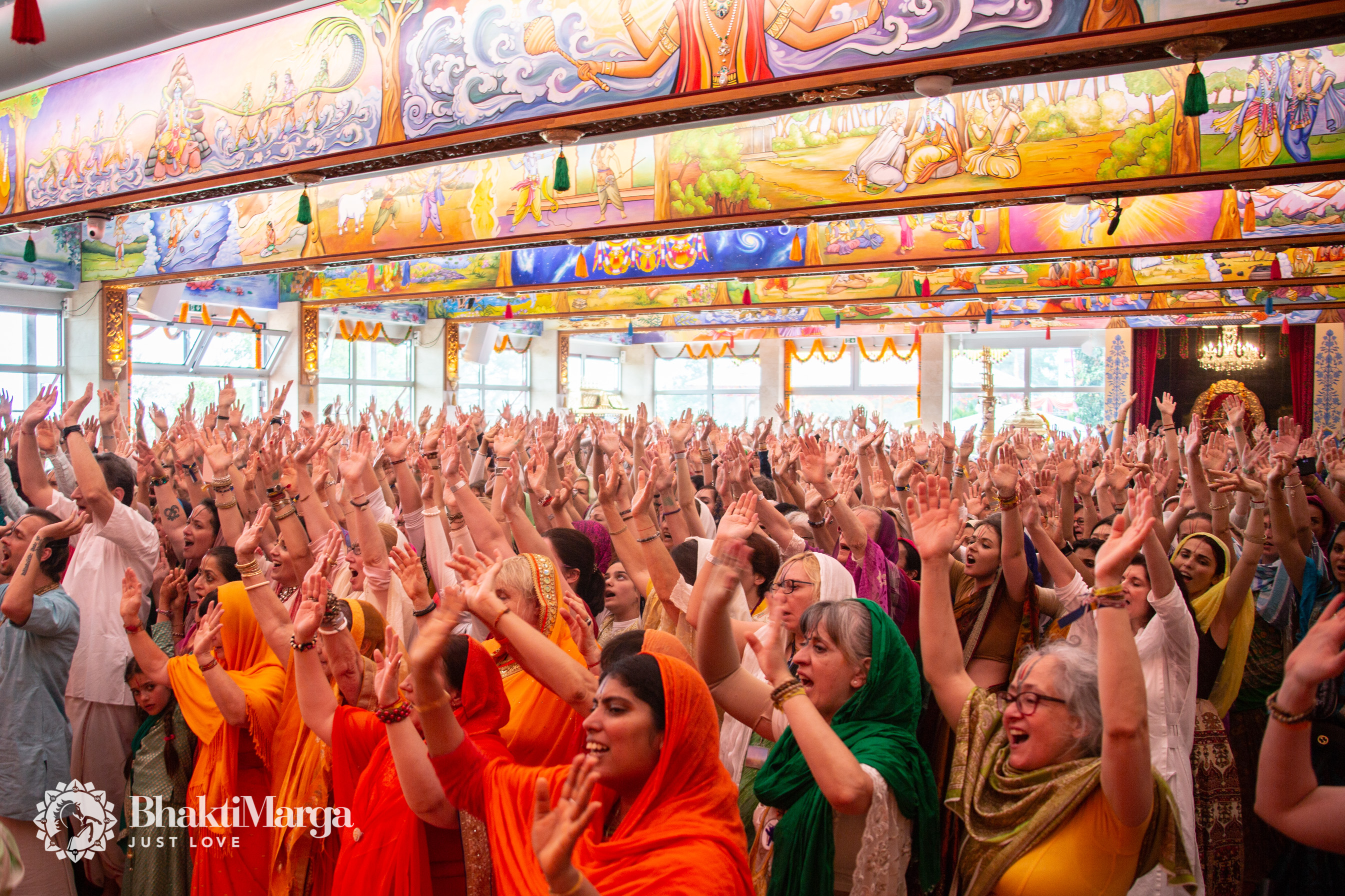
Giorno 4 - Inaugurazione del Bhutabhrteshwarnath Mandir - Paramahamsa Vishwananda

### La comunità monastica e non monastica
Il nucleo della comunità è costituito da persone sposate (gṛhastha), da monaci, da monache (brahmachari e brahmacharini), che di solito risiedono negli ashram e nelle comunità, nonostante ci siano anche devoti e seguaci sparsi in tutto il mondo. La comunità prende parte a pratiche come la meditazione e la preghiera di gruppo. Secondo Vishwananda, che si sia un monaco o una persona orientata alla famiglia, è importante rivolgere la propria attenzione a Dio.

### I templi e gliāśrama
Vishwananda ha fondato molti templi e ashram in tutto il mondo, nonché gruppi Bhakti Marga in oltre 80 Paesi. Gli ashram sono centri spirituali dove si praticano vari aspetti dello yoga e la ‘devozione al divino’, oltre a una vita di rinuncia. Gli ashram fondati da Vishwananda fungono da luogo per le pratiche spirituali. La maggior parte delle festività induiste viene celebrata negli ashram. Di solito sono situati in posti isolati e tranquilli, che consentono ai visitatori di immergersi nella meditazione e nella contemplazione. Nei templi Bhakti Marga si cantano quotidianamente, in sanscrito, preghiere e mantra. Ogni ashram Bhakti Marga ha almeno un tempio, che contiene diverse divinità. L'ashram principale è ‘Shree Peetha Nilaya’, a Taunus, in Assia, in Germania. Considerando come data di riferimento il 2023, la comunità Bhakti Marga conta 14 ashram fondati e attivi (in tutto il mondo) e 3 in fase di sviluppo. Ci sono anche 41 templi attivi e 6 in costruzione.

### I pellegrinaggi
Dal 2006 Vishwananda ha compiuto 69 pellegrinaggi in vari luoghi sacri, che hanno compreso l’India, l’Europa e l’Africa.

### Il Just Love Festival

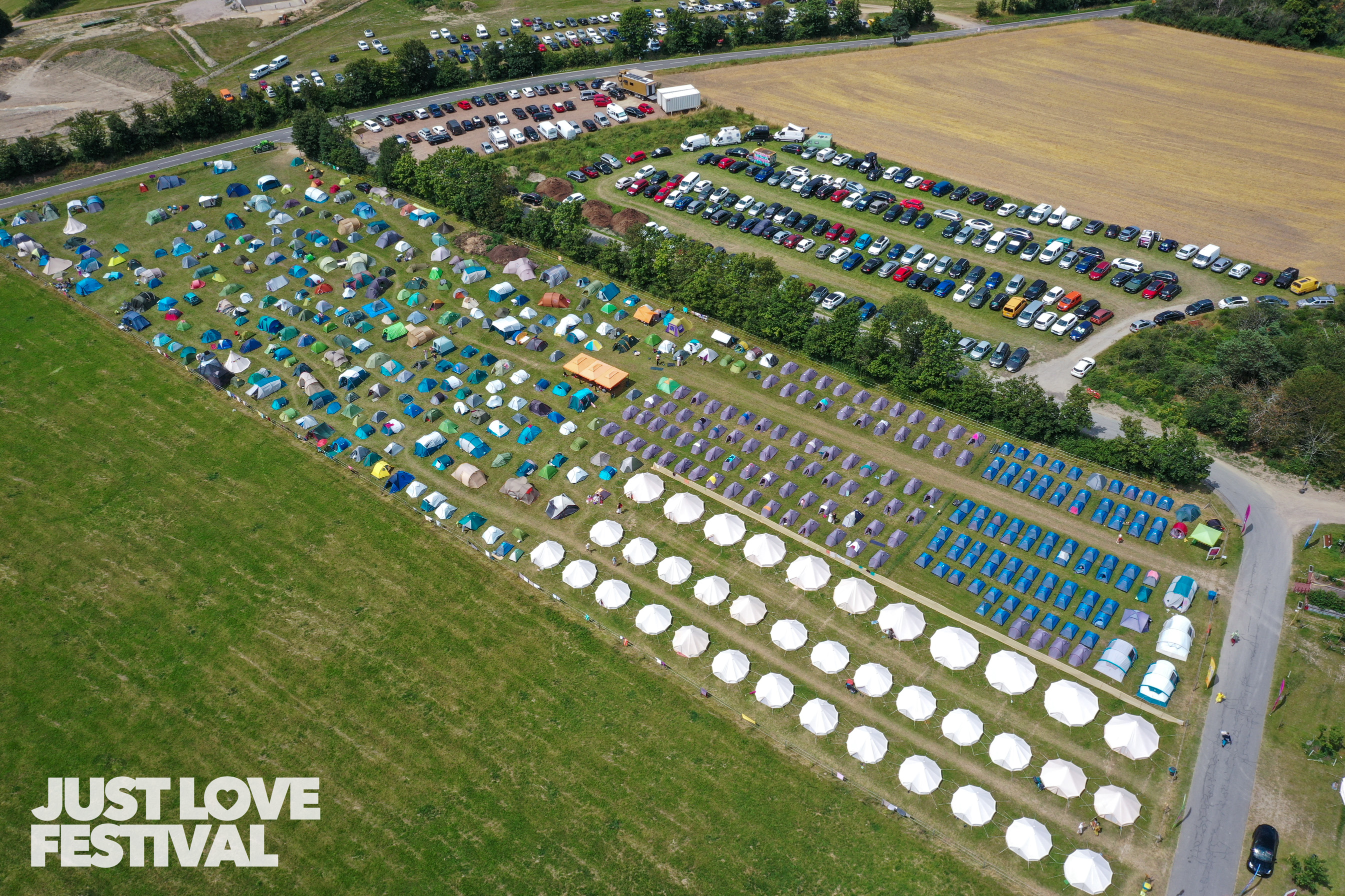
Just Love Festival - Giorno 2

Dal 2015 Bhakti Marga organizza ogni anno in Germania un grande festival di più giorni, il Just Love Festival, che attira fino a 3.000 visitatori e la cui durata varia da tre a dieci giorni. Nel corso del festival si esibiscono numerosi gruppi di musica spirituale provenienti da diversi Paesi, suonando principalmente bhajana e kīrtana che, tuttavia, possono essere interpretati in modo diverso, così che inni in sanscrito potrebbero anche essere eseguiti in versione rap. L'evento si svolge solitamente in estate, e il fulcro della manifestazione è la festività induista Gurupūrṇimā, che si celebra ogni anno in onore del guru, spirituale o accademico, in un giorno di luna piena. Come programma a supporto del festival ci sono stand con esposizioni di arte e artigianato, un bazar, un ristorante vegano e varie conferenze e workshop tenuti dai membri iniziati di Bhakti Marga. ‘Just Love’ è anche lo slogan di Bhakti Marga: vuole esprimere l'ideale del movimento, che pone l'amore al centro della vita, l'amore per Dio, ma anche l'amore per il guru o la comunità.

## Tecniche spirituali

### Atma Kriya Yoga
Nato dagli insegnamenti di Mahavatar Babaji, il Kriyā Yoga è un antico sistema di pratiche yogiche concepito per coltivare la realizzazione del sé e la connessione con il divino. Praticato ampiamente oggi in diversi lignaggi, il Kriya Yoga comprende tecniche come il pranayama (controllo del respiro), la meditazione e la recitazione di mantra, finalizzate ad armonizzare corpo, mente e anima. L'Atma Kriya Yoga, una forma di Kriya Yoga introdotta da Paramahamsa Vishwananda, enfatizza la consapevolezza interiore e l'amore attraverso l'integrazione di queste pratiche, aiutando i ricercatori moderni a connettersi con la propria essenza spirituale. Atma Kriya significa agire nella vita a partire da una più profonda connessione con l'anima e con il divino interiore. Tramite questa connessione si può realizzare l'unità di tutte le cose e la propria unità con Dio Stesso.

### Japa
Vishwananda invita i suoi seguaci a praticare japa (recitazione di un mantra) per almeno un'ora al giorno: i mantra usati dai seguaci e dai devoti di Vishwananda sono ‘om namo narayanaya’ e ‘sri vitthala giridhari parabrahmane namah’.

### Canto dell'Om̐
Recitare ripetutamente il suono sacro om̐. Un metodo di meditazione di gruppo incentrato sulla recitazione del suono om̐ che, fungendo da mantra per la meditazione e la concentrazione, fa sì che le persone di solito assumano una postura meditativa, chiudano gli occhi e si immergano nella risonanza del mantra om̐. I partecipanti formano due cerchi: quelli nel cerchio esterno sono rivolti verso l'interno, mentre quelli nel cerchio interno sono rivolti verso l'esterno. La recitazione di gruppo dell'om̐ dura dai 30 ai 45 minuti, nel corso dei quali i partecipanti cambiano posizione due volte, consentendo a tutti di entrare nel cerchio interno.

### Babaji Surya-Namaskara
Il ‘Surya-namaskara’ è una serie di esercizi yoga che combinano le asana con un ordine specifico di inspirazione ed espirazione (prāṇāyāma), oltre che con mantra e con la meditazione. Vishwananda ha aggiunto al nome il prefisso ‘Babaji’ per distinguere il Babaji Surya-namaskara da altre pratiche di Surya-namaskar. Secondo lui il Babaji Surya-namaskara è diverso da qualsiasi altro Surya-namaskar in quanto è una combinazione del saluto al sole e del saluto alla luna (Chandra-namaskara), ed è parte delle tecniche di Atma Kriya Yoga impartite dal suo guru, Mahavatar Babaji.

### Mudra
Ci sono 2 livelli di corsi di mudrā. Secondo Vishwananda i mudrā sono tecniche yogiche molto semplici ma potenti, e lavorano con l'energia che già possediamo dentro di noi. Ci purificano e coltivano quelle qualità di cui abbiamo bisogno «in quel determinato momento». Molti di essi sono legati a particolari divinità o a specifici mantra.
Il termine mudrā significa «gesto, segno o sigillo»; un’altra accezione di mudrā affonda le proprie radici nella parola sanscrita ‘mudrave’, che significa ‘far emergere la luce interiore’; in altri termini, un mudra è un gesto che manifesta la luce interiore. Alcuni mudra coinvolgono tutto il corpo ma la maggior parte di essi viene eseguita con le mani e le dita. Per questo motivo sono conosciuti anche come «Yoga per le mani».